# Vitéz János

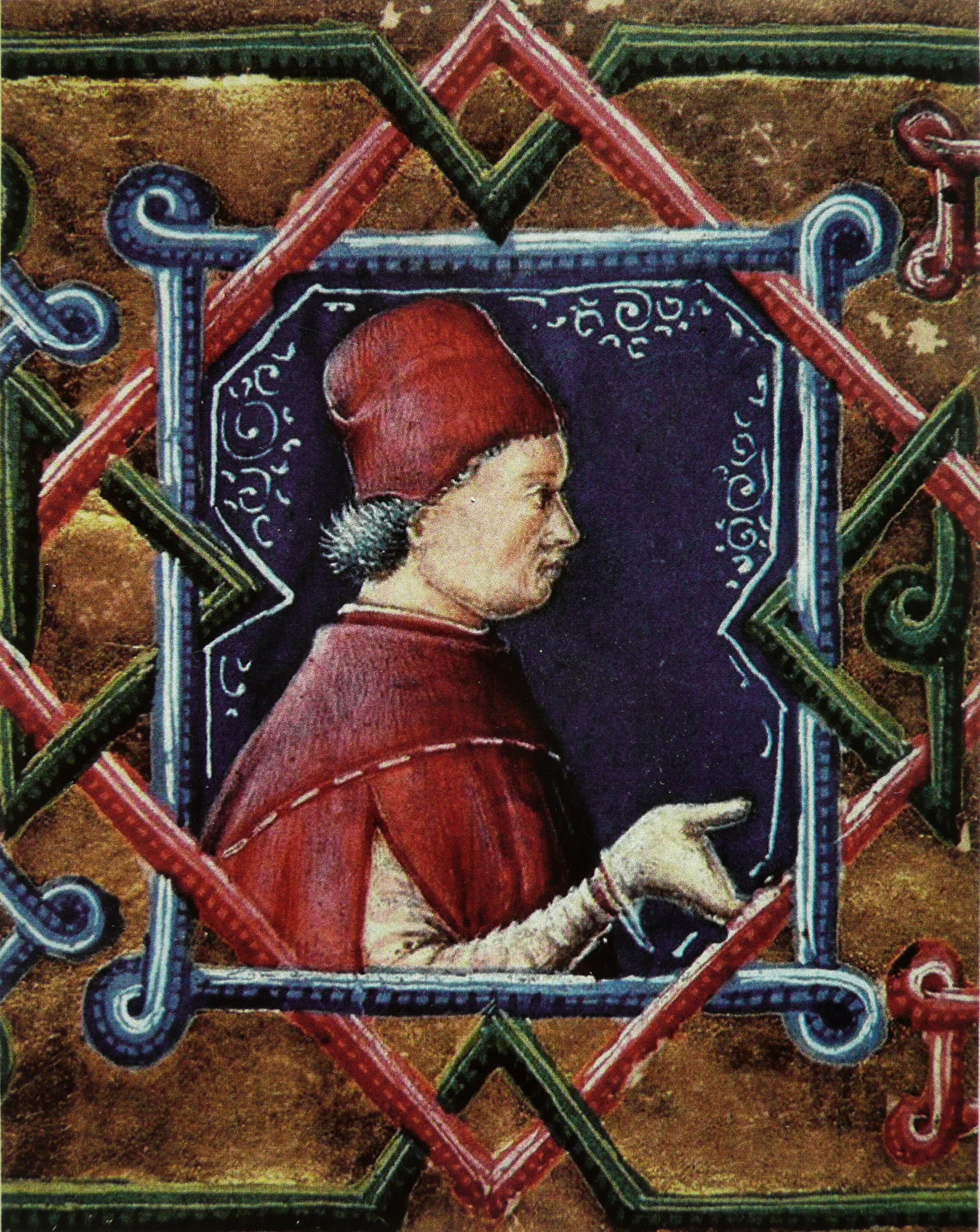
Vitéz János arcképe a Plautus-kódex címlapján, aki Mátyás király nevelője és Janus Pannonius nagybátyja

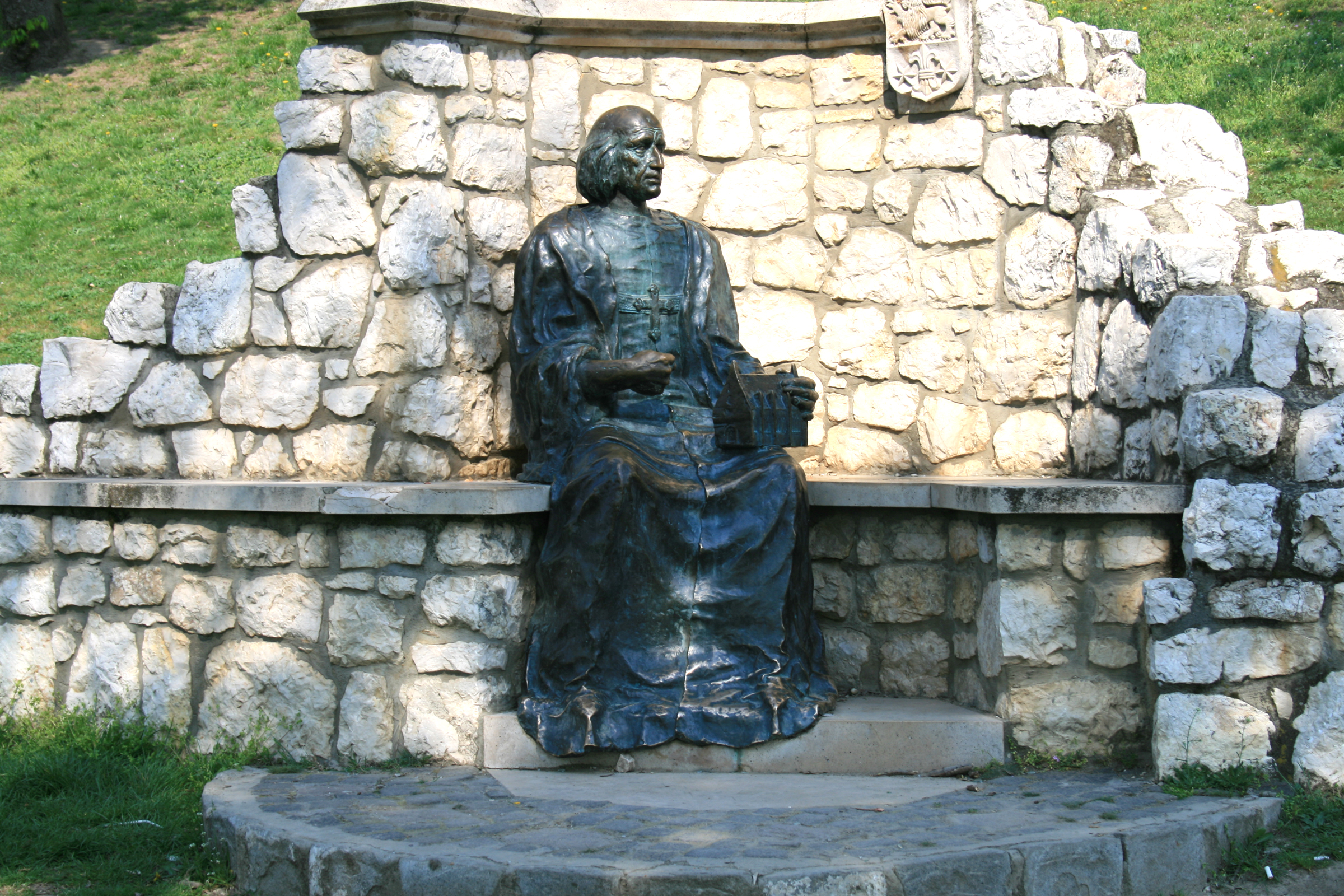
Vitéz szobra a PPKE Vitéz János Kar előtt Esztergomban (Szentirmai Zoltán alkotása)

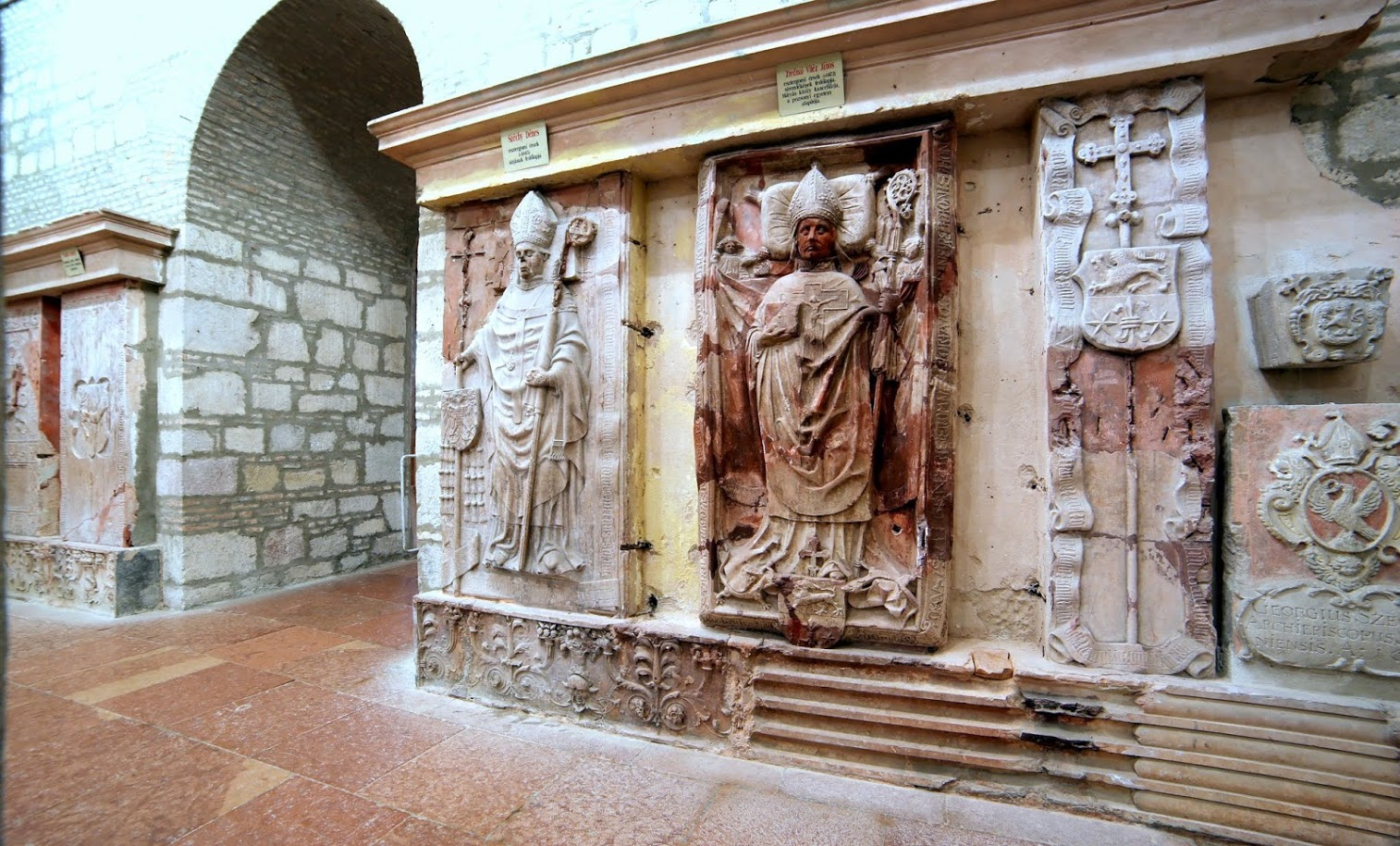
Széchy Dénes és Vitéz János bíborosok sírköve az esztergomi bazilika altemplomában

Zrednai Vitéz János (Zredna, Kőrös megye, ma Horvátország, 1408 körül – Esztergom, 1472. augusztus 9.) bíboros, esztergomi érsek, Janus Pannonius költő nagybátyja.

## Élete
Ifjúságáról kevés adat maradt, műveltségét a Bécsi Egyetemen szerezte. Annyi bizonyos, hogy a zágrábi püspökségben lépett az egyházi rendbe, és kitűnt a latin és görög tanulmányokban, valamint a mennyiségtanban, ezért Hunyadi János rábízta fiainak, Lászlónak és Mátyásnak a neveltetését. 1433 táján a királyi irodába került, ahol előbb mint jegyző működött, majd Zsigmond, Albert és Ulászló királyoknak, és Hunyadi János erdélyi vajdának és kormányzónak titkára volt. Vitézre és a korabeli magyarországi értelmiségre komoly hatással volt a jelentős itáliai tudós és pedagógus, Pier Paolo Vergerio, akit Zsigmond magyar király hívott Magyarországra, és több mint 25 év után itt is halt meg, 1444-ben.
Amikor a várnai csatában a Dominis János váradi püspök elesett, Hunyadi János őt ajánlotta erre a tisztségre, és a pápa 1445-ben ki is nevezte. Ezidőtől kezdve igen fontos szerepet vitt az országban és fontos küldetésekkel bízták meg, ő irányította a Hunyadi liga diplomácia lépéseit és követségeket vezetett, tárgyalt Európa sok városában. 1448-ban részt vett Hunyadi János oldalán a második rigómezei ütközetben. Bécsbe küldték, hogy az osztrák rendekkel V. László kiadatása érdekében szövetséget hozzon létre, majd utóbb, hogy III. Frigyes császárral a magyar Szent Korona visszaadásáról tárgyaljon. Lelkes szervezője volt a törökellenes keresztény összefogásnak, kivette a részét az 1456-os nándorfehérvári diadalból.
Hunyadi János halála után atyai gondossággal őrködött fiai felett. Mivel a Hunyadi-család legbuzgóbb barátaihoz tartozott, anyja révén rokonságban állt a családdal, ezért Hunyadi László kivégeztetése alkalmával V. László őt is elfogatta, de Juan Carvajal bíboros, Magyarországra kinevezett pápai legátus kérésére hamar szabadon bocsátotta. Mátyás megválasztatásában jelentékeny szerepe volt. Ő ment Prágába Podjebrád Györggyel alkudozni, hogy Mátyást bocsássa szabadon. Mátyás trónra lépése után kancellárjává nevezte ki és az ország ügyeire nagy befolyást engedett neki. 1463-ban a zágrábi vármegye kormányzója, 1464-ben ő és utódai a nagyváradi püspökségben a bihari örökös főispánságot kapták, 1465 februárjában esztergomi érsek lett.
A nagy műveltségű főpap ekkor első teendőjének tekintette egy olyan országos intézet alapítását, amely a magyarok szempontjából nélkülözhetővé teszi a külföldi egyetemek látogatását. Saját költségén Pozsonyban letette egy négy karból álló egyetem alapjait (1465, Academia Istropolitana), amelynek tanszékeire külföldi főiskolák nevezetesebb tudósait nyerte meg. Ugyanakkor Esztergomban fényes palotát emeltetett, kép- és könyvtárt alapított, a tudományokat és művészeteket magánvagyonából is támogatta.
A bensőséges viszony azonban a király és a prímás között nem volt állandó. Mátyás király a pápa és a főpapok buzdítására indította meg a csehországi háborút, rendkívüli terheket rótt a főpapokra; súlyos adókat vetett ki rájuk és Vitéztől elvonta a pénzverdékből járó jövedelmét. Tiltakozásán a király könnyen túltette magát, sőt utána feltűnően elhanyagolta Vitézt. 
Ilyen körülmények között, amikor Mátyás régi ellenségei összeesküvést szerveztek a király ellen, nehézség nélkül nyerték meg a maguk részére Vitézt is, kinek közreműködésével Szent Kázmér lengyel herceget (IV. Kázmér lengyel király fiát) hívták meg a magyar trónra. Azonban Beckensloer János egri püspök és az érsek kanonokjai bevádolták Vitéz Jánost a királynál, akiktől a fenyegető veszélyről értesülvén, Csehországból Magyarországra sietett és váratlanul Esztergom alatt termett. Ekkor Szapolyai Imrét és Országh Mihályt küldte Vitézhez, hogy békésen oldják meg az ellentéteket (1471 végén). 
Vitéz, aki ez időben bíboros lett, elfogadta a feléje nyújtott békejobbot; mindkét fél az elszenvedett sérelmekért kölcsönösen feledést ígért, a király az érseknek és rokonainak bántatlanságot biztosított, viszonzásul az érsek több új erősség szétrombolására és Kázmér ellen segélyhad nyújtására kötelezte magát. De Vitéz csakhamar ismét alkalmat adott Mátyásnak a bizalmatlanságra, mire a király elfogatta és Visegrádon őrizet alá helyeztette. A pápai követ és a főrendek közbenjárására visszabocsátotta ugyan Esztergomba (1472), de itt Beckensloer János egri püspök felügyelete alá helyezte, akire az esztergomi érsekség kormányzását is bízta (1474-től ő maga lett az érsek). Vitéz hamarosan meghalt.

## Művei
Nyomtatásban megjelent művei:
- Oratio ad Sixtum III.
- Epistolae in diversis negortis…
- Fraknói Vilmos: Vitéz János nagyváradi püspök politikai beszédei stb. (Budapest, 1878); ugyanez latinul is megjelent (Bécs, 1878)
- Vitéz János levelei és politikai beszédei

### Magyarul
- Zrednai Vitéz János nagyváradi püspök politikai beszédei és Aeneas Sylvius Piccolomini Vitéz Jánoshoz intézett levelei 1453–1457; sajtó alá rend. Fraknói Vilmos; s. n., Bp., 1878
- Vitéz János levelei és politikai beszédei; vál., a szöveggond., tan. Boronkai Iván, jegyz. Bellus Ibolya, ford. Bellus Ibolya, Boronkai Iván; Szépirodalmi, Bp., 1987 (Magyar ritkaságok)